# 28644 Michaelzhang
28644 Michaelzhang è un asteroide della fascia principale. Scoperto nel 2000, presenta un'orbita caratterizzata da un semiasse maggiore pari a 2,2316925 UA e da un'eccentricità di 0,1280964, inclinata di 5,38536° rispetto all'eclittica.